# Johannes Olearius (1639–1713)
Johannes Olearius (1639-1713) (* Halle (Saale), 5 de Maio de 1639 † Leipzig, 6 de Agosto de 1713) foi um teólogo luterano alemão, filho de Gottfried Olearius (1604–1685) e neto de Johannes Olearius (1546–1623) (1546–1623). Exerceu também o cargo de reitor e professor de teologia, grego e latim na Universidade de Leipzig.

## Obras
- De stylo Novi Testamenti Liber philosophico – theologicus. Leipzig 1668, Coburg 1721
- Gottseliges Alter mit seiner eigenen Beschaffenheit. Leipzig 1690
- Geistliches Handbuch der Kinder Gottes. Leipzig 1692
- Elementa hermeneuticae sacrae, 1699 – jedna z pierwszych prób,zestawienia zasad biblijnej wykładni
- Kern der ganzen Bibel. Leipzig 1704
- Biblothekca scriptorum ecclesiasticorum. Leipzig 1711
- Andächtige Wittwer, Wittwe und Waise. Leipzig 1714
- Disputationes Veteris et Novi Testamenti. Halle 1730
- Christliches Communionbüchlein, nebst einem Gesangbuche. Leipzig 1739, 1740
- Geistliche Gedenkkunst, welche lehret, wie ein Mensch recht gläuben, christlich leben und selig sterben solle. Leipzig 1754
- Christliche Sterbeschule. Leipzig 1755
- Exercitationes Philologiae ad Epistolas Dominicales, Leipzig 1674.
- Doctrina Theologiae Moralis in usum incipentiam &c. Tabb.LXXII comprehensa, Leipzig 1688.
- Elementa Hermeneuticae facrae, Leipzig 1699.
- Herodoti Halicarnassei Orationes, Cantiones, Sermocinationes cum Vallae interpretatione latina feorsun editae &c., Leipzig 1775

## Família Olearius
- Família Olearius
- Adam Olearius (1603-1671)
- Johannes Olearius (1546–1623)
- Johannes Olearius (1611-1684)
- Johann Gottfried Olearius (1635-1711)
- Gottfried Olearius (1604–1685)